# Het Tuinfeest
Het Tuinfeest was een jaarlijks terugkerend poëzie-evenement in Deventer. Het werd tot en met 2019 georganiseerd door Theater Bouwkunde aan de vooravond van de Deventer Boekenmarkt. Poëziefestival DichterBij is sinds 2021 het vervolg op Het Tuinfeest, maar niet meer op de dag voor de boekenmarkt.

## Achtergrond

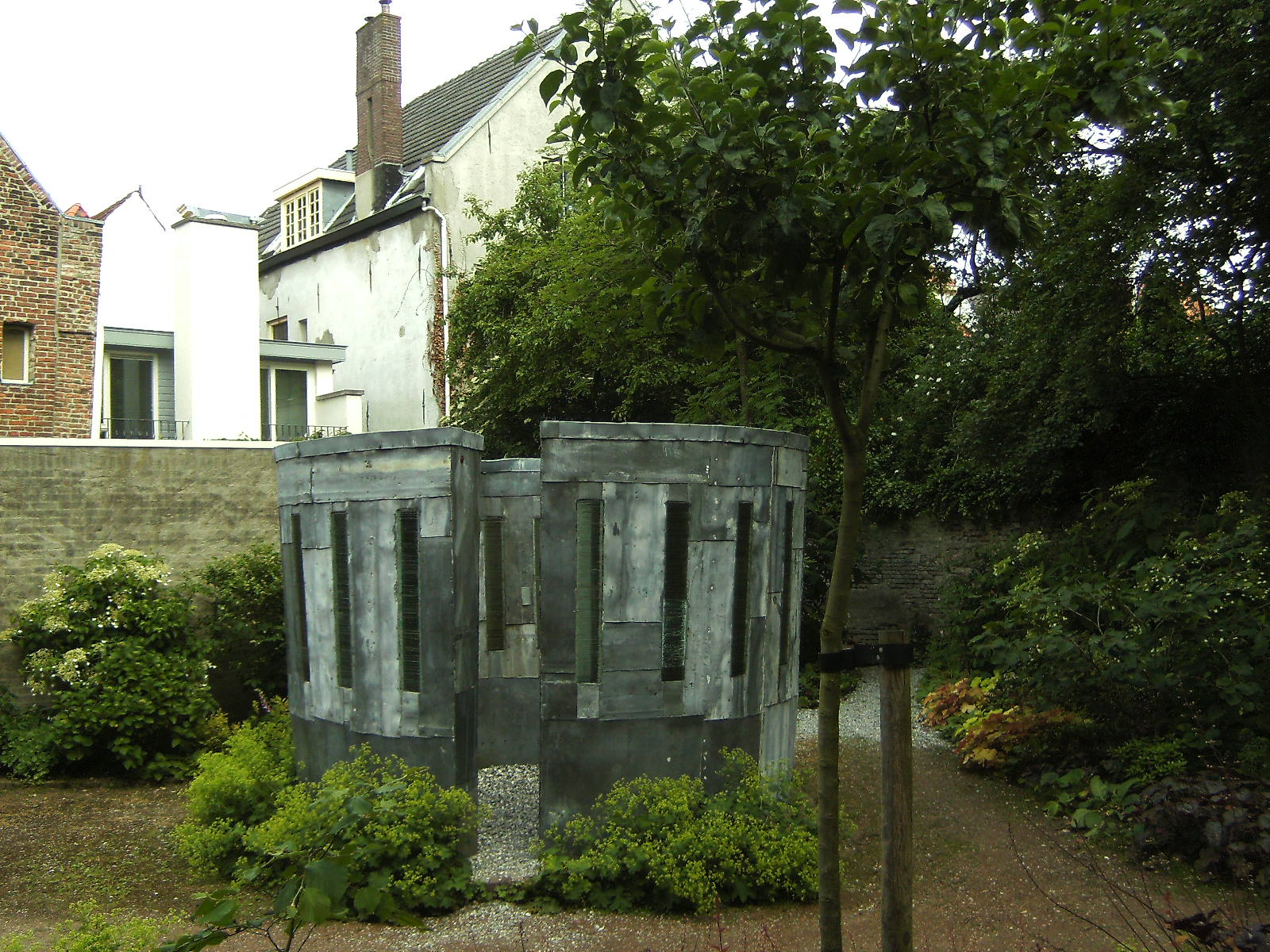
Eén van de locaties van Het Tuinfeest

In 1999 werd dit gedichtenfestival in tuinen van de oude binnenstad van Deventer voor de eerste maal gehouden. Bijna dertig Nederlandstalige dichters, onder wie Marjoleine de Vos en Jan Wolkers, lazen toen voor uit eigen werk. Gerrit Komrij die ook aanwezig was, sprak zich daar voor het eerst in dichtvorm uit over het dichterschap des vaderlands. Remco Campert las het gedicht van Martinus Nijhoff voor waaraan het festival zijn naam dankt. Veel dichters kwamen in de loop der jaren meerdere malen terug.
Het festival begon om vier uur 's middags en duurde tot middernacht. De dichters rouleerden volgens een schema tussen een tiental grote en kleine podia in binnentuinen rond een middeleeuwse kloostergebouw die in gebruik zijn als bibliotheek en archief. Het publiek had de keuze te blijven in dezelfde tuin, of rond te gaan en zo een eigen programma samen te stellen. Theaterrestaurant De Bouwkunde verzorgde een lopend buffet.
Bekende en minder bekende Nederlandse en Vlaamse poëten lazen tijdens Het Tuinfeest voor uit eigen werk. De bezoekers konden ook kennismaken met debutanten. Er was aanvullend een muzikaal programma met 'het betere Nederlandstalige lied', uitvoerenden varieerden in de loop der jaren van Trijntje Oosterhuis en Spinvis tot Joop Visser. Er was ruimte voor maximaal 1300 bezoekers.